# アキバちゃん
『アキバちゃん』 は、キッズステーションにて、2008年7月24日から放送された人形劇作品。

## 概要
アパート「メゾン・ド・アキバ」を舞台に、アパートに住む5人の女子キャラクターの日常を描く。ビルドアップの開発した球体関節人形にロッドをつけてブルーバック環境で操演しデジタル合成でロッドの削除や背景・表情の合成を行う「デジタル・ロッド・パペット」技術を用いて、CGと人形劇を組みあわせた「フィギュメーション」として制作。

## キャスト
- アキバちゃん：清水愛
- リキちゃん：石塚さより
- オトメちゃん：おみむらまゆこ
- ミルクちゃん：藤田咲
- リリアンちゃん：柚木涼香

## スタッフ
- 制作：IDA
- 製作・監督・プロデューサー：岡部淳也
- 脚本：待田堂子 / 小野塚謙太 / 岡部淳也
- 撮影：百束尚浩
- キャラクターデザイン：ぽよよんろっく
- 美術・デザイン：原田リカ
- コンテ：後藤正行 / 三浦隆子
- 造型：中澤博之 / 高橋勇也 / 土肥良成 / 北村健 / 杉山桂太
- 衣装：梅森みつる
- VFX：桑原崇 / 武富聖 / 圓道寺清光 / 本田孝幸 / 原田大輔
- サウンド：上田靖博